# Vieirópolis
Vieirópolis är en kommun i Brasilien.   Den ligger i delstaten Paraíba, i den östra delen av landet, 1 500 km nordost om huvudstaden Brasília. Antalet invånare är 5 045.
Följande samhällen finns i Vieirópolis:
- Serra Branca

Omgivningarna runt Vieirópolis är huvudsakligen savann. Runt Vieirópolis är det ganska tätbefolkat, med 75 invånare per kvadratkilometer.